# L'Équarrissage pour tous
Vous lisez un « bon article » labellisé en 2016.

L'Équarrissage pour tous est une pièce de théâtre de Boris Vian. Farce anarchiste écrite en 1947 en trois actes, elle est refondue en 1948 en un acte unique. Se déroulant sur fond de libération par les Alliés en 1944, et plus précisément le jour du débarquement, cette satire animée par un antimilitarisme virulent s'attaque par la dérision et le burlesque à trois thèmes principaux : la guerre, certains aspects de la civilisation américaine — dont l'impérialisme, le puritanisme et la propagande — et la famille.
Après des difficultés pour trouver un metteur en scène et des acteurs, la pièce est finalement montée par André Reybaz et sa Compagnie du Myrmidon. La première a lieu le 14 avril 1950 au théâtre des Noctambules, et reçoit un accueil enthousiaste de la part du public présent. Toutefois, le lendemain, une partie des critiques théâtraux qui avaient applaudi et ri de bon cœur rédigent des critiques virulentes sur son contenu qu'ils dénoncent comme étant scandaleux. D'autres, dont Jean Cocteau et René Barjavel, en font un compte rendu chaleureux. Le public se fait rare, et la pièce est retirée de l'affiche en mai. Cet épisode accroît le ressentiment de Boris Vian envers les critiques, dont il réutilise les « papiers » auxquels il répond pour manifester son mépris lors de la première publication de la pièce fin 1950.

## La pièce

### Synopsis

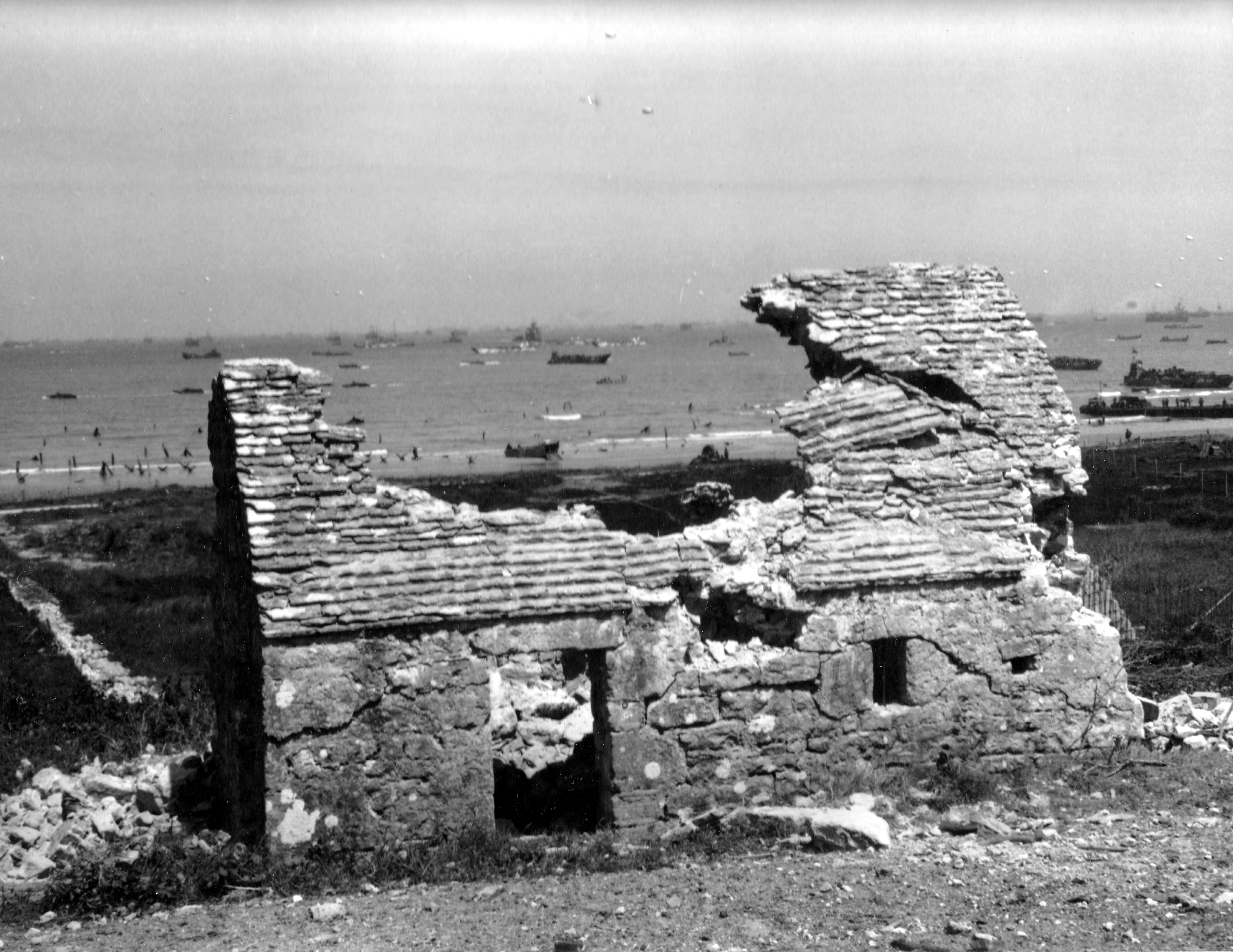
Le contexte de la pièce : le débarquement en Normandie, D-Day.

Arromanches, 6 juin 1944 : tandis que les Alliés prennent pied sur le sol européen, le héros de la pièce, un équarrisseur indifférent aux maisons qui volent en éclats autour de lui et au sort de l'Europe, se préoccupe de marier sa fille au soldat allemand qu'il héberge dans sa maison et avec qui elle couche depuis quatre ans. Il invite à assister aux noces une autre de ses filles, parachutiste dans l'Armée rouge, et son fils, parachutiste dans l'armée américaine. Ceux-ci sont suivis de militaires des deux camps — japonais, américains et allemands — qui se livrent à toutes sortes de débauches. Finalement, presque tous finissent à l'équarrissage.

### Personnages

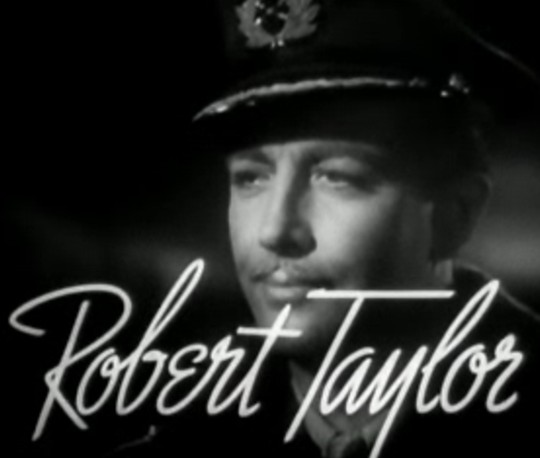
Robert Taylor ici en uniforme, qui prête dans la pièce ses traits au pasteur américain homonyme.

- le Père, équarrisseur[N 2] : André Reybaz

- la Mère (prénom : Marie)
- le Voisin
- Marie, fille de l'équarrisseur
- Marie puis Cyprienne, seconde fille de l'équarrisseur, renommée au cours de la pièce pour éviter les quiproquos : Nicole Jonesco[5]
- Jacques, fils de l'équarrisseur, engagé comme parachutiste dans l'armée américaine : Jacques Verrières[6].
- Catherine, fille de l'équarrisseur, parachutiste dans l'Armée rouge : Zanie Campan[6]
- André puis Jacqueline, apprenti (dans la suite de la pièce, il est présenté comme son fils)
- Heinz (Schnittermach), soldat allemand, amant de Marie
- la postière
- quatre soldats allemand
- Kûnsterlich, capitaine allemand
- Robert Taylor, pasteur américain
- quatre soldats américains
- le parachutiste japonais
- Vincent, vieux FFI
- le colonel Loriot, quatorze ans, FFI
- deux sœurs de charité
- le capitaine français
- le lieutenant français
- Bobby, scout de France
- deux salutistes[N 3],[N 4]

Distribution complète : André Reybaz, Jacques Muller, Yvette Lucas, Nicole Jonesco, Jacques Verrière, Zanie Campan, Jean Mauvais, Paul Crauchet, Guy Saint-Jean, René Lafforgue, Roger Paschel, M. Ehrard.

### Thèmes abordés
Pour d'Déé, cette première pièce de Boris Vian est la première à caractère politico-social, et « traite d'une période chaotique de tentatives de réorganisation de la morale, des institutions, des alliances, après la tourmente d'une guerre meurtrière ». La pièce développe trois thèmes principaux : la guerre et l'antimilitarisme, la civilisation américaine et la famille.

#### La guerre, l'antimilitarisme, la démocratie; les résistants de dernière heure
L'antimilitarisme est un thème qui revient dans plusieurs œuvres de Boris Vian. Traité ici comme toile de fond sur le ton de la satire, il devient « objet de convoitise » dans Le Goûter des généraux. Il s'accompagne d'une critique de plusieurs aspects de « l'impérialisme ». Tout comme dans le sketch de 1954, « Air Force » de Cinémassacre, où un soldat ne sait plus pourquoi il se bat, les soldats américains de L'Équarrissage pour tous n'ont qu'une idée assez floue de la question et tout comme dans les deux autres textes cités, les guerres se font au nom de la démocratie. Cette dernière est raillée à plusieurs reprises, par exemple lorsque l'équarrisseur demande aux soldats si « ça donne de bons résultats, la démocratie », l'un d'eux répond qu'« on ne peut pas savoir, c'est secret. »
Boris Vian a une haine viscérale de la guerre, qu'il juge absurde, injuste, et des militaires dès lors qu'ils ont revêtu l'uniforme. Il traite donc les soldats américains et allemands sur un ton de dérision, et moque le nationalisme : Gilbert Pestureau relève que les scènes de strip poker entre eux, leurs échanges d'uniforme et de chants (les Allemands chantent Happy birthday pendant que les Américains entonnent un chant allemand) n'ont qu'un but : montrer que « l'identité militaire est interchangeable, et le patriotisme n'est qu'un vêtement ». La présence de deux enfants de l'équarrisseur, l'un recruté par l'armée américaine, l'autre par l'Armée rouge, renvoie « dos à dos les faux alliés prêts à la guerre froide » et vise à dénoncer la « vision simpliste de la Libération » et l'hypocrisie de sa célébration.
Les résistants de la dernière heure sont tout autant dénoncés, avec deux FFI convertis du matin-même. Toujours pour Gilbert Pestureau, si cela jette un doute sur la Résistance tout entière, l'objectif de Boris Vian est de démontrer que la Résistance fut le fait d'une minorité.
Le comble de la dérision est sans doute atteint lorsque la maison de l'équarrisseur, seule restée debout au milieu des ruines, est dynamitée par le représentant du ministère de la Reconstruction, puisqu'elle n'est pas « dans l'alignement ».

#### La civilisation américaine

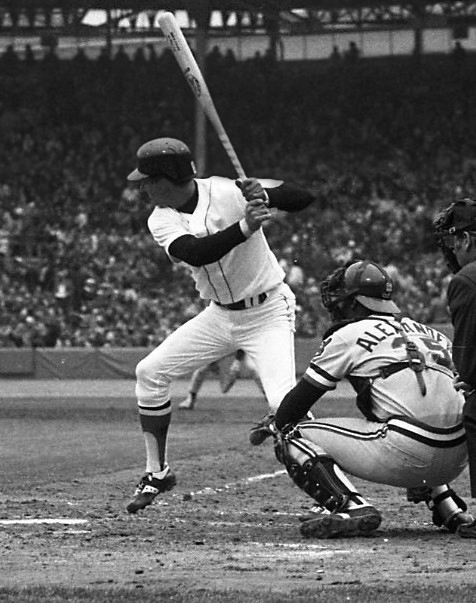
Selon Boris Vian, le « baise-bol » est avec le Coca-Cola « l'autre sport national américain » qui permet de compenser la frustration due au puritanisme.

Outre la critique de l'impérialisme américain, Boris Vian, qui est par ailleurs épris de jazz et de la littérature moderne de ce pays, s'attaque dans la pièce à deux autres aspects. Le puritanisme s'y incarne par les répliques du soldat qui s'offusque lorsque Marie lui demande s'il embrasse sa marraine de guerre, ou l'interroge sur la nature de leurs relations : « Vous êtes dégoutante. » et « Je ne peux pas vous répondre. Ce n'est pas une conversation ». La présence d'un pasteur vient confirmer ce puritanisme, et elle permet aussi à Boris Vian de mentionner son troisième objet de reproche sur la civilisation américaine : la propagande. Ce pasteur nommé Robert Taylor a les mêmes traits que son homonyme. Catherine réagit : « C'est bien ça, la civilisation américaine. De la propagande et toujours de la propagande. Ils ont des pasteurs, il faut qu'ils leur collent des noms de vedette de cinéma. Et vous marchez tous... ».

#### La famille
Dans la famille de l'équarrisseur, le père, autoritaire, ne se souvient pas exactement du nombre et du sexe de ses enfants. La mère a perdu pied et passe son temps à pleurer. Le fils André espionne sa sœur par un œilleton dans le mur de sa chambre créé en agrandissant un trou dans une planche. L'autre fils, Jacques, suggère que son père est un crétin pour n'avoir jamais couché avec sa sœur. Tous les deux, pour obtenir des « détails précis » sur ses relations avec Heinz et savoir si elle est enceinte, l'attachent sur l'établi et, lors d'une scène évoquant la torture, la « travaillent » avec une plume, afin de la faire avouer.

### Style
La satire est traitée sur un mode humoristique et décalé. Elle a été qualifiée de « vaudeville anarchiste » et de « Ubu-équarrisseur chez les Branquignols » par René Barjavel, le premier qualificatif étant repris par Boris Vian lors de la parution du texte et sur l'affiche de la pièce. Gilbert Pestureau la présente plutôt comme une farce iconoclaste. Contrairement à J'irai cracher sur vos tombes, écrite à la suite d'une commande, cette pièce fait ressortir le style très personnel de Boris Vian. Attaqué par des critiques, pour ce qui est considéré comme un ton irrévérencieux envers les résistants, Boris Vian explique ainsi son choix : « La pièce est plutôt burlesque : il m’a semblé qu’il valait mieux faire rire aux dépens de la guerre ; c’est une façon plus sournoise de l’attaquer, mais plus efficace — et d'ailleurs au diable l'efficacité... »,.
Le comique ne relève pas de la création d'un nouveau langage ou des jeux sur les mots, comme dans les romans de Boris Vian. Il joue sur le mécanisme théâtral : l'outrance ou l'absurde des situations, la ridiculisation des militaires par le personnage principal dans un processus d'infantilisation : « Comment Heinz, vous n'êtes pas en train de vous battre avec vos camarades ? » Le colonel Loriot, lui, est décrit comme ayant 14 ans, et avec l'autre membre des FFI Vincent, ils se présentent comme résistants convertis le matin-même. Les réactions inattendues des personnages contribuent au côté absurde. Ainsi, Marie, la femme de l'équarrisseur, apparaît comme un personnage effacé, timide. Ce qui ne l'empêche pas de se révolter des brimades et vexations de son mari, tout d'abord en lui envoyant « un formidable direct dans l'estomac », selon la didascalie, ou de tenter de l'assommer avec un plat avant de tomber dans la fosse à équarrir, sur la fin de l'acte.

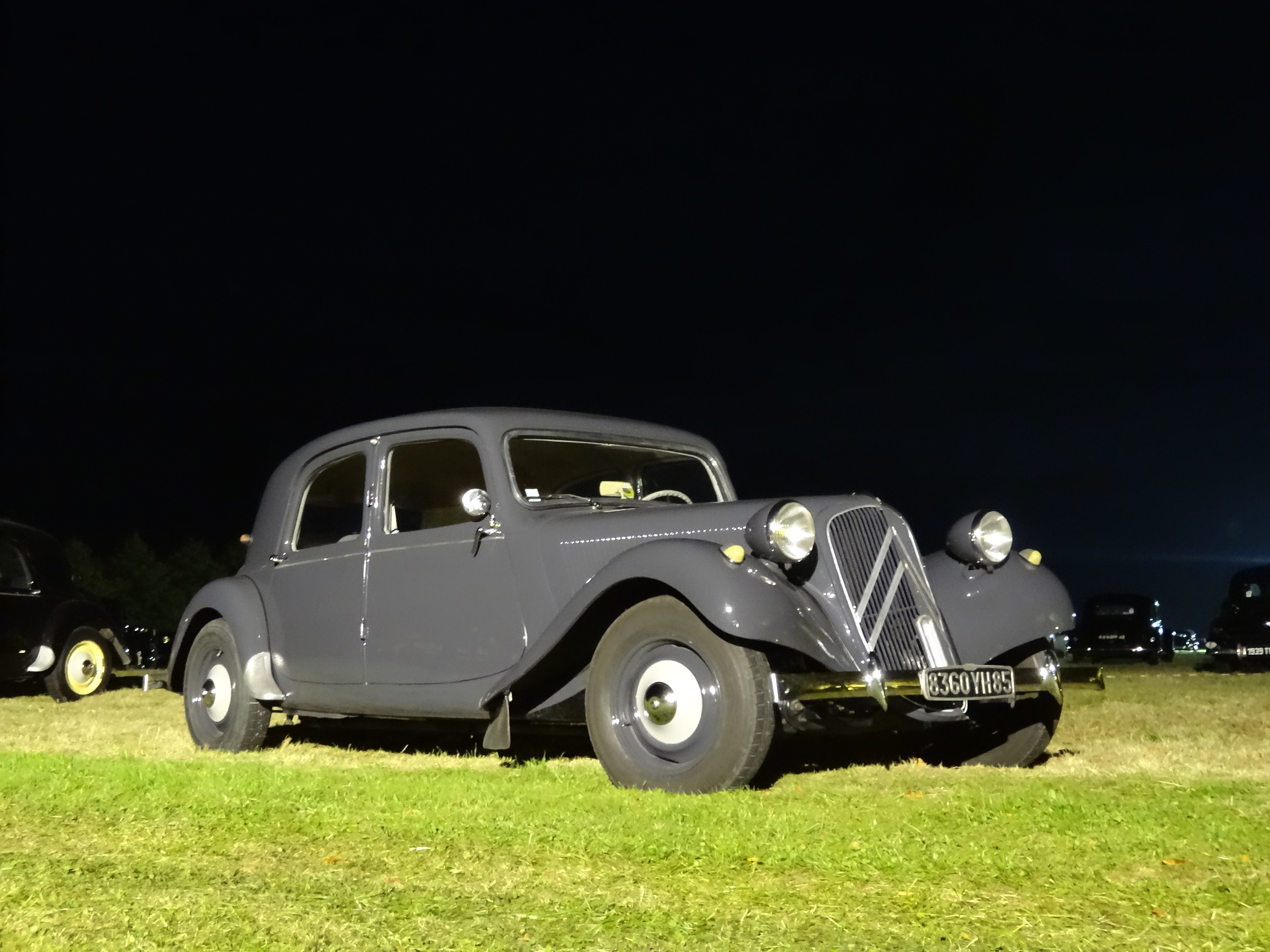
Une Traction Avant, véhicule emblématique des Résistants, qui ornaient ses portières du sigle FFI tracé en grandes lettres à la peinture blanche.

d'Déé souligne en outre le fourmillement d'allusions et de références à toutes sortes de valeurs, qu'il faudrait « citer toutes mais les notes de bas de page seraient alors plus volumineuses que la pièce ». Parmi elles, un passage fait référence, mais à contre-pied, aux messages codés de la BBC dans la scène où le père et André rédigent un télégramme pour prévenir les autres membres de la famille du mariage à venir :

« André. — Je réfléchis. Si on leur envoyait un message comme ça : Revenez de suite pour conseil famille. Mariage Marie ?

La postière. — C'est pas original, on dirait un télégramme.

Le père. — Ils ne l'accepteront pas à Radio-Londres. Il faut leur envoyer un message en clair. Pas de résumé.

[...]

Le père. — Attends… voilà ! L'équarrisseur attend ses deux enfants pour le mariage de leur sœur. Je te le dis, il faut du clair, sans ça les gens peuvent comprendre de travers et en profiter pour tout saccager, chiper des Tractions Avant et les couvrir de peinture blanche. »

— Scène XX.

## Le processus d'écriture
En février 1947, Boris Vian a tout d'abord l'idée d'un roman, dont il trace les grandes lignes : « À la campagne, pendant la guerre. Les cinq fils se font parachuter à la ferme. L'un est Américain, l'autre Allemand, le troisième Français, le quatrième Russe, le cinquième Eskimo. Conseil de famille, et ils se tueront tous à la fin ». Finalement il opte pour une pièce de théâtre en trois actes, qu'il rédige en deux mois.
Il présente la pièce à son ami et grand admirateur Jacques Lemarchand, alors membre du comité de lecture chez Gallimard ; celui-ci lui renvoie une lettre d'éloges assorties toutefois de remarques, sur le manque de rythme du second acte, sur la difficulté probable à interpréter le troisième (« qui ne peut être joué que par des clowns avec quinze ans d'entraînement »), tout en jugeant le sujet « excellent — scandaleux et qui fera hurler » et en le prévenant qu'il risque d'avoir du mal à trouver des directeurs de théâtre prêts à accepter la pièce. Jean Paulhan, à qui Jacques Lemarchand a fait part de ses critiques positives sur une version remaniée, propose à Boris Vian une parution dans les Cahiers de la Pléiade d'une version raccourcie, extraite du premier acte, et pouvant tenir sur 25 pages. Boris Vian s'exécute, et le texte parait dans le numéro 4 des Cahiers, au printemps 1948. Cela le convainc de rester sur un format ramassé, limité à un seul acte, et il retravaille sa pièce dans ce sens.
Parallèlement, des contacts avec trois metteurs en scène, Jean-Pierre Grenier, Olivier Hussenot et Roger Blin reçoivent un accueil que Boris Vian juge « timoré ». Jean-Louis Barrault se montre intéressé début 1949, mais fait trainer la programmation, jusqu'à ce que, de tergiversations en hésitations, Boris Vian s'impatiente et, au soulagement de Jean-Louis Barrault, fasse part de son souhait d'en confier la création à André Reybaz, qui a trouvé des fonds pour monter la pièce avec sa Compagnie du Myrmidon. Après quelques déceptions dans la recherche d'acteurs — ceux initialement pressentis, les actrices de J'irai cracher sur vos tombes et les amis fréquentant les caves de Saint-Germain-des-Prés se dérobant tous, provoquant un sentiment de lâchage chez Boris Vian — la pièce est finalement montée après quelques ultimes aménagements.
Cette ultime version, qui dure 1 h 15, est jugée trop courte. Boris Vian rédige alors pour la compléter Le Dernier des métiers, une farce anticléricale lourde d'allusions homosexuelles, dont le principal personnage, le Révérend Père Soreilles, se prend pour un acteur de music-hall lorsqu'il déclame ses sermons issus des « meilleurs religieux contemporains » dont Jean Genet. Alors que les acteurs de la Compagnie du Myrmidon apprécient l'humour de la saynète, in extremis, le directeur du théâtre, « choqué par le ton profanatoire de cette tragédie » selon les mots de Boris Vian, lui préfère Sa Peau, une pièce en un acte d'Audiberti que celui-ci accepte de voir figurer à la suite de L'Équarrissage, afin d'en sauver les représentations,.
La version finale, accompagnée du Dernier des métiers et, en préface, d'une critique de Jean Cocteau rédigée après la première, Salut à Boris Vian, paraît au second semestre 1950 aux éditions Toutain. Dans son avant-propos, Boris Vian indique :

« Je regrette d'être de ceux à qui la guerre n'inspire ni réflexes patriotiques, ni mouvements martiaux du menton, ni enthousiasme meurtriers (Rosalie, Rosalie !), ni bonhomie poignante et émue, ni piété soudaine — rien qu'une colère désespérée, totale, contre l'absurdité de batailles qui sont des batailles de mots mais qui tuent des hommes de chair. Une colère impuissante, malheureusement ; entre autres, il est alors une possibilité d'évasion : la raillerie. »

## Accueil

### Premières représentations et critiques

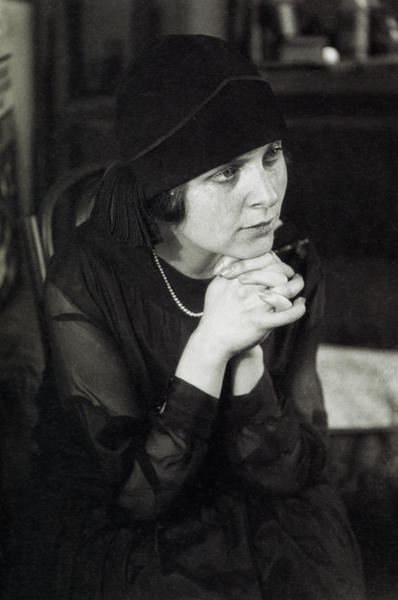
Elsa Triolet en 1925, auteur vingt-cinq ans plus tard d'une critique acerbe.

La répétition générale a lieu le 11 avril 1950. De nombreux critiques assistent à la représentation, qui semble un succès : selon André Reybaz, « le final arriva avec une demi-heure de retard, tant la représentation fut freinée par les rires, coupées par des applaudissements, hachée par des acclamations ». Et lors de la première, le 14, les comédiens observent les mêmes réactions, y compris de la part de critiques qui « ne boudent pas leur plaisir ».
Toutefois le lendemain et le surlendemain, les parutions dans la presse sont décevantes. Si la mise en scène d'André Reybaz et le jeu des acteurs sont unanimement loués, sur les quatorze critiques parues, au moins la moitié sont franchement négatives. Elsa Triolet, dans Les Lettres françaises, reproche à Boris Vian d'avoir choisi et critiqué la période du débarquement (« une période « sublime » et il s'assied dessus »),, tout en précisant qu'elle lui voue « une solide antipathie pour l'ignominie de ses crachats ». Sur le même argument, Guy Verdot, dans Franc-Tireur, demande « Et pourquoi pas une opérette sur les camps de concentration ? ». D'autres s'en prennent à la personne de Boris Vian en alignant procès d'intention et attaques personnelles. Max Favalelli dans Ici Paris titre « Boris Viandox » et évoque à trois reprises le travail de « Boris Viande ». D'autres lui attribuent une volonté de chercher le scandale.
La public vient peu nombreux aux représentations suivantes, et la pièce est remplacée à l'affiche par La Cantatrice chauve d'Ionesco le 11 mai 1950.

### La contre-critique de Boris Vian
Boris Vian est meurtri par la critique bien qu'il tente de faire bonne figure et de plaisanter. André Reybaz écrit : « Une rage froide animait Boris. Je la sentais au calme menaçant qui précède les orages, à un sourire un peu fixe, à un teint qui n'était pas blême, mais absinthe ». De cet épisode et d'autres, il en garde un mépris total pour ce métier. En 1947, en réaction aux critiques aussi bien positives que négatives sur J'irai cracher sur vos tombes, il avait déjà lancé sa célèbre apostrophe « Critiques, vous êtes des veaux ! », reprochant que le discours tourne plus autour d'aspects périphériques — l'identité ou la personnalité de l'auteur — que sur l'histoire contenue dans le livre, et les livres en général. Lors de la première publication de la pièce fin 1950 aux éditions Toutain, Boris Vian met en scène, ou plutôt en pages, un échange avec ces critiques en faisant paraître en annexe un « dossier de presse ». Arguant d'un principe de neutralité, il publie chacune des quatorze critiques par ordre alphabétique, et répond à certaines d'entre elles sous forme de dialogue, en tournant leurs auteurs en ridicule.
À Jean-Baptiste Jeener, qui écrit dans Le Figaro : « Cet appétit de scandale n’a que le visage blême de la mauvaise action et de l’imposture… » et lui reproche la tirade : « Je n'ai pas vu d'Anglais ici » et sa réponse « On se bat ici », Boris Vian répond : « Je vous signale, Monsieur Jeener, un notable perfectionnement introduit (selon vos directives) dans le texte précité, le voici en substance : »

Le voisin. — T’as remarqué ? Y a pas d’Anglais !

Le père. — On débarque, ici, on ne rembarque pas.

« Ainsi, grâce à vous, les gens rient encore, mais en sachant pourquoi. Je dis grâce à vous, car si vous aviez compris d’emblée qu’il y avait là une fine allusion à Dunkerque nous n’aurions jamais pensé à introduire cette pertinente amélioration,. »

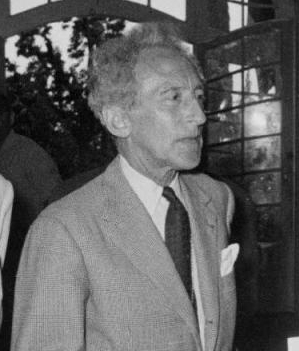
Jean Cocteau, le défenseur le plus fervent de la pièce parmi les critiques.

Quand Guy Verdot de Franc-Tireur rajoute à son indignation sur « Pourquoi pas les camps de concentration » les jeux de mots suivants : « On attendait un boum. C’est du vent. Mettons plutôt : un vent. Si l’auteur compte là-dessus pour déclencher la tornade du scandale, c’est qu’il n’a jamais consulté un anémomètre, à Arromanches ou ailleurs. » Boris Vian introduit avec ironie l'article par « Et terminons sur une note joyeuse avec Guy Verdot, de Franc-Tireur ». Puis lui répond : « On admirera l’incisif et le profond de cette critique. J’aime à me dire que M. Verdot me consacra une parcelle de ce temps si précieux qui nous valut déjà tant de pénétrants chefs-d’œuvre. Et puis il y a cette idée d’opérette sur les camps de concentration ; mais pour cela j’ai senti le talent me manquer et j’ai prié M. Verdot de m’écrire les couplets.
Enfin, M. Verdot déplorait la facticité de notre caisse de dynamite finale ; nous lui proposâmes de la remplacer par une vraie, à condition qu’il vienne au moins la première fois. C’était fin, n’est-ce pas ?
Il n’est pas venu. Ça sera pour la prochaine fois… »,.
Les autres critiques sont mises en scène dans le même esprit.
La critique très positive, « Salut à Boris Vian » où Jean Cocteau manifeste un soutien franc et enthousiaste à la pièce, bénéficie d'un statut particulier, et parait à part, en tête de volume comme pour marquer la différence entre un auteur complet, et les autres critiques dont la mise en scène de Boris Vian tend à démontrer leur caractère de parasites, qui ne créent pas, mais répètent l'auteur, et se répètent entre eux, selon l'analyse de Benoît Barut.
Enfin, dans son avant-propos, Boris Vian reprend entre autres idées celles déjà développées le 12 avril dans la revue Opéra, sur son traitement par le burlesque de la guerre, sur son traitement par la raillerie lorsque la colère est impuissante, et précise « On a dit que je cherchais le scandale avec l'Équarrissage, on s'est lourdement trompé […] On l'a dit surtout parce qu'il est plus commode de cataloguer que de prendre la peine de l'écouter. »

## Représentations par des compagnies notoires
La pièce a été jouée :
- pendant la saison 1964-1965 au théâtre des Saltimbanques à Montréal, avec une mise en scène de Pascal Desgranges[41] ;
- en mars 1968 au théâtre des Hauts-de-Seine à Puteaux, avec une mise en scène de Jean Deninx[42] ;
- en février 1982 au théâtre de la Plaine à Paris, avec une mise en scène de Jean-Jacques Dulon[43].